# 席增光
席增光，字旦庵，陝西漢中府南鄭縣人。明末解元。
嘉靖四十一年進士席上珍之孫，崇禎六年（1633年）癸酉科陝西鄉試第一名舉人（解元）。崇禎十六年（1643年），李自成大軍攻破潼關，隨即陷西安，席增光焚衣冠及詩作投井，到永曆時，入南山鳩谷，自題門曰：「不貳臣，行居坐卧止念先帝。」不食數日而死。